# آدریانو بونایوتی
آدریانو بونایوتی (انگلیسی: Adriano Bonaiuti؛ زادهٔ ۷ مهٔ ۱۹۶۷) بازیکن پیشین اهل ایتالیا است. 
از باشگاه‌هایی که در آن بازی کرده‌است می‌توان به باشگاه فوتبال هلاس ورونا، باشگاه فوتبال تراپانی، باشگاه فوتبال کوزنتسا کالچو، باشگاه فوتبال یوونتوس، باشگاه فوتبال اودینزه، باشگاه فوتبال پادوا، باشگاه فوتبال دلفینو پسکارا، باشگاه فوتبال چزنا، و باشگاه فوتبال پالرمو اشاره کرد.